# Marquesado de Toral

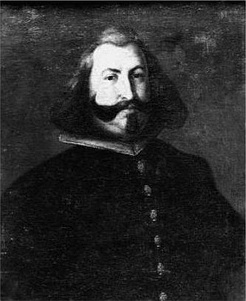
Ramiro Núñez de Guzmán, II marqués de Toral, II duque de Medina de las Torres.

El marquesado de Toral es un título nobiliario español creado el 22 de octubre de 1602 por el rey Felipe III a favor de Gabriel Núñez de Guzmán, señor del Toral de los Guzmanes, heredero directo de la rama Núñez de Guzmán, señores de Toral, de Aviados, de Guzmán y del Valle de Boñar.
Su denominación hace referencia a la localidad de Toral de los Guzmanes, provincia de León.

## Antecedentes
El señorío de Toral perteneció, anteriormente a la familia Bazán, hasta que Elvira de Bazán, señora de Toral casó con Pedro Núñez de Guzmán y Padilla, señor de Guzmán, de Aviados y del Valle de Boñar.
Los Núñez de Guzmán unieron todos estos señoríos y el señorío de Toral pasó a llamarse "Toral de los Guzmanes". 
Les sucedió su hijo Pedro Núñez de Guzmán y Bazán, transmitiendo el señorío de Toral de generación en generación por línea directa de varón, hasta Gabriel Núñez de Guzmán, I marqués de Toral.
La localidad de Toral de los Guzmanes fue durante mucho tiempo, cabeza del marquesado y allí construyeron el llamado palacio de los Guzmanes, hoy dependencias municipales. El palacio era más bien una casa-fuerte rodeada por un foso a imitación de los castillos, con patio de armas y torreones en las esquinas.

## Marqueses de Toral
|                         | Titular                                                | Periodo                 |
| Creación por Felipe III | Creación por Felipe III                                | Creación por Felipe III |
| ----------------------- | ------------------------------------------------------ | ----------------------- |
| I                       | Gabriel Núñez de Guzmán                                | 1602-                   |
| II                      | Ramiro Felipe Núñez de Guzmán y Guzmán                 | .-1668                  |
| III                     | Nicolás María de Guzmán y Caraffa                      | 1668-1689               |
| IV                      | María Ana Sinforosa Núñez de Guzmán y Vélez de Guevara | 1689-1723               |
| V                       | Isabel María de Guzmán y Guzmán                        | 1723-1740               |
| VI                      | Íñigo Melchor Fernández de Velasco y Guzmán            | 1723-                   |
| VII                     | Diego López Pacheco y Téllez-Girón                     | .-1811                  |
| VIII                    | Bernardino Fernández de Velasco pacheco y Téllez-Girón | 1811-1851               |
| IX                      | José María Bernardino Fernández de Velasco             | 1851-1920               |
| X                       | Juana Ramírez de Arellano y Jiménez                    | 1920-1974               |
| XI                      | José María Fernández de Velasco y Sforza-Cesarini      | 1974-1994               |
| XII                     | Ángela María Téllez-Girón y Duque de Estrada           | 1994-2015               |
| XIII                    | Ángela María de Solís-Beaumont y Téllez-Girón          | 2017-actual titular     |

## Historia de los marqueses de Toral
- Gabriel Núñez de Guzmán, I marqués de Toral.

1. Casó con su prima hermana Francisca de Guzmán. Le sucedió su hijo:

- Ramiro Felipe Núñez de Guzmán y Guzmán (1600-1668), II marqués de Toral, II duque de Medina de las Torres (por cesión de su suegro Gaspar de Guzmán, I conde-duque de Olivares y I duque de Medina de las Torres.

1. Casó con María de Guzmán y Zúñiga, hija de Gaspar de Guzmán, conde-duque de Olivares.  Sin descendientes.
2. Casó con Anna Carafa y Aldobraandini, princesa de Stigliano, hija de Antonio Carafa, duque de Rocca Mondragone, y de Elena Aldobrandini.
3. Casó con Catalina Vélez Ladrón de Guevara, IX condesa de Oñate, IV condesa de Villamediana, hija de Íñigo Vélez Ladrón de Guevara, VIII conde de Oñate y de Antonia Manrique de la Cerda. Le sucedió, de su segundo matrimonio, su hijo:

- Nicolás María de Guzmán y Caraffa, III marqués de Toral (1637-1689), III duque de Medina de las Torres.

1. Casó con María de Toledo, hija de Antonio Álvarez de Toledo y Enríquez de Rivera, VII duque de Alba de Tormes. Sin descendientes. Le sucedió una hija del tercer matrimonio de su padre, por tanto su hermanastra:

- María Ana Sinforosa Núñez de Guzmán y Vélez de Guevara (m. 1723), IV marquesa de Toral, IV duquesa de Medina de las Torres, III duquesa de Sanlúcar la Mayor.

1. Casó con Juan Clarós Pérez de Guzmán y Fernández de Córdoba, XI duque de Medina Sidonia, XVIII conde de Niebla. Sin descendientes. Le sucedió una hija del I marqués de Toral, por tanto su tía:

- Isabel María de Guzmán y Guzmán (m. 1740), V marquesa de Toral.

1. Casó con Bernardino Fernández de Velasco y Tovar, VI duque de Frías, VIII conde de Haro, IV marqués de Berlanga, IV conde de Castilnovo. Con este matrimonio, el marquesado de Toral pasa a integrar los títulos de los duques de Frías. Le sucedió su hijo.

- Íñigo Melchor Fernández de Velasco y Guzmán, VI marqués de Toral, VII duque de Frías, V conde de Castilnovo.

1. Casó con Josefa de Córdoba y Figueroa, hija del V marqués de Priego. Sin descendientes. Le sucedió su sobrino, hijo de su hermana María Fernández de Velasco y Guzmán.

- Diego López Pacheco Téllez-Girón (cambiado a Fernández de Velasco Pacheco y Téllez-Girñon), (1754-1811), VII marqués de Toral, XIII duque de Frías, XIII duque de Escalona, VIII duque de Uceda, etc..

1. Casó con Francisca de Paula de Benavides y Fernández de Córdoba, hija de Antonio de Benavides, II duque de Santisteban del Puerto y de su tercera mujer Ana María Fernández de Córdoba, hija del XI duque de Medinaceli. Le sucedió su hijo:

- Bernardino Fernández de Velasco Pacheco y Téllez-Girón, (antes Bernardino Pacheco Téllez-Girón y Benavides), (1783-1851), VIII marqués de Toral, XIV duque de Frías, XIV duque de Escalona, IX duque de Uceda, XVIII conde de Castilnovo, etc.

1. Casó con Mariana de Silva Bazán y Waldstein, hija de José Joaquín de Silva-Bazán, IX marqués de Santa Cruz . Sin descendientes.
2. Casó con María de la Piedad Roca de Togores y Valcárcel, hija del I conde de Pinohermoso. Sin descendientes.
3. Casó con Ana Jaspe y Macías. Le sucedió, de su tercer matrimonio, su hijo:

- José María Bernardino Fernández de Velasco, IX marqués de Toral, XV duque de Frías, XII marqués de Frómista.

1. Casó con Victoria Balfe y Roser.
2. Casó con María del Carmen Pignatelli d'Aragona. Sin descendientes. Le sucedió su pariente:

- Juana Ramírez de Arellano y Jiménez, X marquesa de Toral, marquesa de Encinares, condesa de Loja. Le sucedió:

- José María Fernández de Velasco y Sforza-Cesarini Balfe (1910-1986), XI marqués de Toral, XVIII duque de Frías, XVII marqués de Berlanga, .

1. Casó con María de Silva y Azlor de Aragón. Sin descendientes. Le sucedió:

- Ángela María Téllez-Girón y Duque de Estrada (1925-2015), XII marquesa de Toral, XIV duquesa de Uceda, XVI duquesa de Osuna, XX duquesa de Medina de Rioseco, XVII condesa-duquesa de Benavente, XVI duquesa de Arcos, XIX duquesa de Gandía, XIX duquesa de Escalona, XVIII marquesa de Berlanga, XIV marquesa de Belmonte, XIX marquesa de Villena, XII marquesa de Jabalquinto, XVIII marquesa de Frechilla y Villarramiel, XIX marquesa de Lombay, XV marquesa de Frómista (desposeída de este título su hija María de la Gracia XVI marquesa, en 2009), XX condesa de Ureña, XVII condesa de Peñaranda de Bracamonte, XX condesa de Fuensalida, XV condesa de Pinto, XIX condesa de Alcaudete, XIII condesa de la Puebla de Montalbán, XX condesa de Oropesa, condesa de Salazar de Velasco.

1. Casó con Pedro de Solís Beaumont y Lasso de la Vega, con descendencia.
2. Casó con José María Latorre y Montalvo, VI marqués de Montemuzo y VIII marqués de Alcántara del Cuervo. Le sucedió:

- Ángela María de Solís-Beaumont y Téllez-Girón (n. en 1950), duquesa de Osuna, entre otros.